# Camerino
|  | Aquest article tracta sobre una ciutat italiana. Vegeu-ne altres significats a «Camerino (habitació)». |

Camerino és una ciutat d'Itàlia a les Marques, província de Macerata, amb uns 6.687 habitants (31/12/2019). És propera als Apenins i a la vora de riu Chienti. El patró local és Sant Venanci.

## Esglésies i monuments
Catedral (1832), Basílica di San Venanzio, Església di San Filippo (barroca), Convent di Renacavata (1531), Convent de San Domenico (segle xiii, sobre una església dels dominics), Porta Caterina Cibo (monument barroc), Oratori de San Giovanni Decollato (renaixement), Palau de l'arquebisbe (construït entre 1572 i 1580 pel bisbe, alberga el Museu diocesà, incloent la Madonna in gloria e S. Filippo, de Tiepolo), Palazzo comunale Bongiovanni (renaixement), i el Palau Ducal (segle xiv, avui seu de la Universitat i la Biblioteca Valentiniana)

## Museus i teatres
Museu Cívic Arqueològic, Museu di Scienze Naturali dell'Università, Museu Diocesà (Palazzo Arcivescovile), Museu Storico Cappuccino, Pinacoteca Cívica i Teatre Filippo Marchetti.

## Història
A la regió vivien els Camerts, un dels pobles principals de l'Úmbria. Els romans van arribar a la regió el 308 aC per explorar els boscos de Cimínia i rodalia, i van establir relacions amistoses amb aquest poble. No se sap res més, però el 205 aC els camerts apareixen com aliats de Roma, a diferència d'altres estats de l'Úmbria i d'Etrúria. Polibi esmenta un combat amb els gals el 296 aC a la regió dels Camerts però podria ser a Clúsium que abans es deia Camertes. Els camerins que esmenta Valeri Màxim com a conquerits i reduïts a esclavatge per (probablement) Api Claudi (cònsol el 268 aC) serien aquest poble, però en realitat Api Claudi va sotmetre el Picé i no hi ha constància de què els camerts foren mai esclaus com a poble. Ciceró esmenta un tractat pel que els Camerts eren federats a Roma amb iguals drets i assegurava els seus privilegis. La ciutat (Oppidum) dels Camerts no s'esmenta però devia ser la futura Camerino; fou anomenada antigament Camerinum, i estava prop del Picé. Apareix per primer cop a les guerres civil que fou ocupada per un general pompeià amb sis cohorts, que després en van sortir davant l'avanç de Cèsar. Durant l'anomenada guerra de Perúsia, fou ocupada per Plancus amb dues legions. Durant el govern d'August el territori fou repartit entre colons militars però la ciutat va restar municipi, i va mantenir aquesta situació durant l'imperi. L'emperador Sèptim Sever va rebre una delegació municipal que li va agrair la confirmació dels seus antics drets. No obstant alguns autors pensen que Camerinum i Oppidum Camertes fores diferents ciutats, però això té poca base.
Al segle v fou seu d'un bisbat. Va seguir la sort d'Itàlia després de la caiguda de l'Imperi. El 533 la van perdre els gots i va passar als romans d'Orient. Des del 592 va pertànyer al ducat de Spoleto. Carlemany la va convertir en marca. Al segle x la marca era governada pels comtes Meinardi que tenien molts feus a les Marques i a l'Úmbria. El marquesat se suposa que va passar al marques Bonifaci (vers 1050) que el va deixar a la seva filla Matilde, la qual el va deixar com a llegat a l'església el 1077.
Es va constituir en comú el 1115, inicialment gibelí, però més tard un dels principals del güelfs (1198). Degut a la seva aliança amb el Papa, les tropes imperials de Manfred de Sicília, dirigides per Percivalle Doria van ocupar la ciutat i van matar bona part de la població, destruint la ciutat per complet (1259). La relíquia del sant local, Sant Venanci, se la van emportar els imperials. El 1266 fou reconstruïda per Gentile di Varano, que a més va poder recuperar la relíquia del sant, i el poder local va passar a la família Varano per més de dos segles, només amb un parell de breus dominis directes del Papa que van durar tres i deu anys.
- Gentile I 1266-1284
- Rodolf I 1284-1316
- Berard I 1316-1329
- Joan 1329-1344
- Gentile II 1344-1355
- Rodolf II 1355-1384
- Joan I 1384-1385
- Gentile III 1385-1399 (1390-1393 al papa)
- Rodolf III 1399-1424
- Gentile IV 1424- juliol del 1434
- Berard II 1424-juliol del 1434
- Joan II 1424-1434 (assassinat la primavera del 1434)
- Piergentile 1424-1433
- Domini del Papa 1434-1444
- Rodolf IV 1444-1464
- Juli Cèsar 1444-1502

El 20 de juliol del 1502 va ser ocupada per Cèsar Borja que la va mantenir fins al 2 de setembre de 1502 que la va cedir a Joan Borja. El 1503 el Papa la va tornar a Joan Maria Varano. El 1515 la senyoria i vicariat de Camerino va ser elevat a ducat. El 1521 Joan Maria fou deposat per son germà Segismund, però no va rebre mai la investidura pontificia i el 1522 Joan Maria fou reposat amb dret hereditari. El 1527 va passar a Caterina, de la família Cibo com a tutora de la duquessa Júlia, filla de Joan Maria. El 1534 va quedar integrada al Ducat d'Urbino pel matrimoni de Júlia amb el duc d'Urbino, però la duqesa fou deposada pel papa el 1535 i el va donar a Ercole Varano, fins al 1539 en què va retornar al papa que el 1540 la va cedir a Octavi Farnesi, duc de Parma que la va posseir fins al 1545, retornant altra vegada al papa que la va conservar cinc anys i el 1550 la va infeudar a la família Del Monte, representada per Baldovino del Monte, que va ser duc per cinc anys. Des del 1555 va quedar definitivament integrada en els estats de l'Església fins que el 1860 va passar a Itàlia.
El 1727 es va fundar la universitat. El 1787 el bisbat fou elevat a arquebisbat

## Fills il·lustres
- Matteo Rauzzini (1754-1791) cantant d'òpera i compositor.
- Antonio Napolioni (1957) bisbe de Cremona.
- Giovanni Battista Borghi (1738-1795), compositor musical.
- Camilla Battista da Varano (1458 – 1524), princessa italiana, posteriorment monja i abadessa clarissa, declarada santa per Benet XVI.